# Pierre de Jélyotte
Pierre de Jeliote, né à Lasseube le 13 avril 1713 et mort le 11 septembre 1797 à Estos, est un ténor et compositeur français. Selon certains,, son véritable nom était Grichon. Il était un des collaborateurs les plus importants de Jean-Philippe Rameau.

## Biographie

### Famille
Né à Lasseube en Béarn le 13 avril 1713, il était le deuxième enfant de Joseph et Magdeleine de Jélyotte. Il avait trois frères et deux sœurs. Selon la tradition, son père était marchand de laines.
Dans sa cité de naissance, il est devenu enfant de chœur (enfant formé par l'Église au chant et à la musique, et chantant dans le chœur) de l'église Sainte-Catherine, commençant ainsi sa carrière de musicien.

### Formations
Sa formation musicale se poursuivit à la chapelle Bétharram de Lestelle, en qualité de pensionnaire. Encore selon la tradition, l'un de ses oncles y étant prêtre favorisait cette formation,.
Puis, en vue d’une formation supérieure, il fut envoyé à Toulouse au sein de la Maîtrise de la cathédrale Saint-Étienne de Toulouse. Il y reçut une vaste éducation musicale : chant, clavecin, orgue, violon, théorbe, guitare ainsi que composition. En fonction de quoi un poste d'organiste lui fut proposé, tant à Dax qu'à Oloron, qui ne fut pas accepté par Pierre, à la suite de conseils qu’on lui donna. Car il s'illustrait déjà, à Saint-Étienne, grâce à sa belle voix de haute-contre.
En effet, son directeur d’étude était l'abbé Victor-Pierre Dubarat, qui était capable de former cette voix. Ce prêtre avait la fonction de correspondant du ministère de l'Instruction publique ainsi que celle de président de la société des sciences, lettres et arts de Pau.

### Carrière à Paris
À partir de 1733, le nom de Pierre de Jélyotte s’entendait à Paris. Car il a avait été remarqué par le prince de Carignan, inspecteur général de l'Opéra, qui visitait Toulouse. Tout d'abord, il fit des débuts remarqués en 1733 au Concert Spirituel de Paris à l’occasion des fêtes de Pâques. Puis, il obtint un petit rôle, L'Amour, dans Hippolyte et Aricie, première tragédie lyrique de Rameau, donnée le 11 juin en version concert,. Il garda le même rôle réservé à la voix de haute-contre, pour la première représentation officielle, tenue le 1er octobre à l'Académie royale de musique.
Quant au Concert Spirituel, il le quitta en 1736. Son activité se situait dorénavant dans le répertoire de la musique profane.
En 1734, le jeune chanteur se fit une place avec plusieurs rôles secondaires, à l'Académie royale de musique. Il s'agissait des œuvres de Louis de La Coste, André-Cardinal Destouches, Jean-Joseph Mouret et surtout Michel-Richard Delalande. En qualité de violoniste, il réussit pareillement à entrer à la Chapelle du Roy. Aussitôt, tant le roi Louis XV que la reine Marie Leszczynska (grande amatrice de la musique, notamment de Delalande) protégèrent ce jeune musicien.
L'année 1735 fut celle d’une remarquable ascension. En seulement en deux ans, il commença à tenir les rôles principaux. Le 5 mai, il chanta Léonce des Grâces de Jean-Joseph Mouret. Puis, le 23 août, il s'agissait des Indes galantes de Jean-Philippe Rameau, affecté à deux rôles, Valère (première entrée) et Don Carlos (deuxième entrée),. Parmi les spectateurs se trouvait Louis de Boissy qui n'a pas hésité à exprimer son admiration : « Ah ! C'est un dieu qui chante. Écoutons, il m'enflamme. Sur l'aile de ses sons, je sens voler mon âme. ».
À l'Académie royale de musique, il enrichit son répertoire. Il y ajouta des œuvres de Jean-Joseph Cassanéa de Mondonville, Joseph-Nicolas-Pancrace Royer, Bernard de Bury, François Rebel, Jean-Baptiste Lully, André Campra et François Francœur. En 1736, Rameau remania et prolongea Les Indes galantes. Pierre de Jélyotte avait l'honneur de jouer Damon dans la quatrième entrée, ajoutée.
Ce haute-contre est devenu, pour les compositeurs, un personnage important. À partir de 1738, il a créé de nombreux rôles distingués dans les opéras de Rameau. Ainsi, il crée le rôle-titre de Dardanus en 1739. Le 27 novembre 1745, il interprète le rôle de Trajan du nouvel opéra-ballet Le Temple de la Gloire, pour la première.
Dès 1739, il était le partenaire principal de Marie Fel dans la plupart des œuvres du maître. En 1752, à Fontainebleau, il créera le Devin du village de Jean-Jacques Rousseau avec Marie Fel, puis, deux ans plus tard, une pastorale languedocienne, Daphnis et Alcimadure de Jean-Joseph Cassanéa de Mondonville,,donnée en langue régionale. Finalement, il a créé 13 des 16 ouvrages de Rameau.
À la cour, il a composé une comédie-ballet en trois actes Zelisca ou l'art de la nature, à la suite du mariage du Dauphin Louis avec Marie-Thérèse d'Espagne, célébré en 1745. Les deux représentations ont été tenues les 3 et 10 mars 1746 à Versailles,, avec les meilleurs artistes : membres de la Comédie française, ceux de l'Académie et la célèbre danseuse Marie-Anne de Camargo.

### Musicien de salon

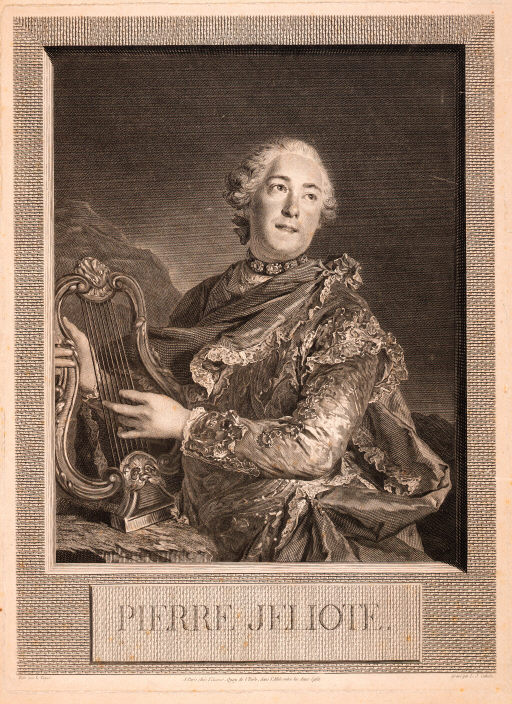
Pierre Jélyotte jouant la lyre.

L'activité de Pierre de Jélyotte n'était pas limitée par les représentations officielles. Ainsi, il jouait la musique chez Madame de Pompadour. Il se présentait souvent au salon de Louis-François de Bourbon-Conti, un de ses principaux protecteurs.
Notamment, il a figuré sur un tableau du peintre Michel-Barthélemy Ollivier représentant le jeune Mozart à Paris en 1766, chez ce prince de Conti.

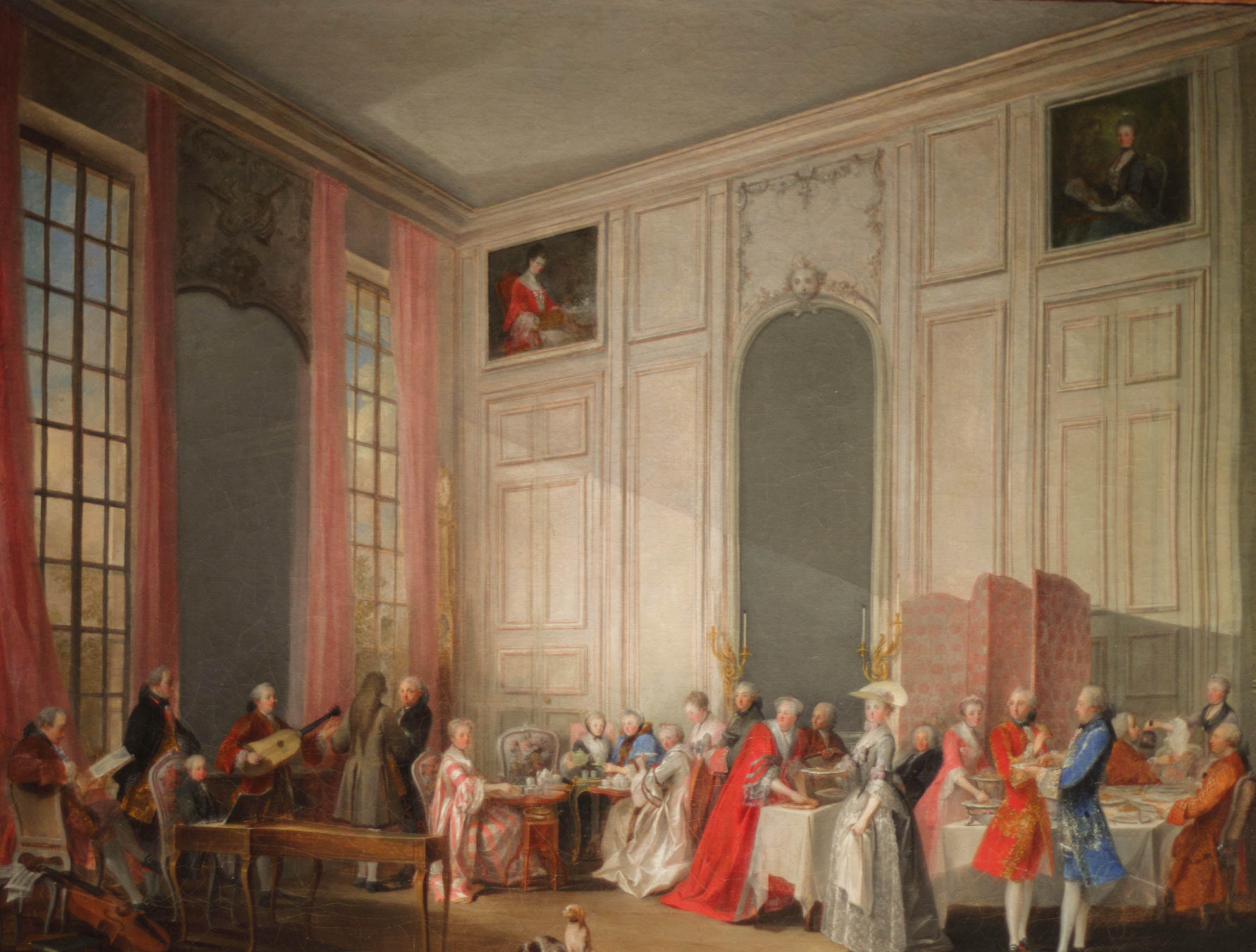
Tableau de Michel-Barthélemy Olivier, Jélyotte et enfant Mozart dans une soirée chez le prince de Conti (1766), retrouvé en 1857 dans un château :
de gauche à droite,
le prince de Beauvau prenant une brochure ; le chevalier de la Laurency ; Mozart au clavecin ; Pierre Jélyotte jouant de la guittare ; le prince de Conti ; Daniel-Charles Trudaine ; la chanteuse Mademoiselle Bagarotti ; d'autres nobles à partir de la maréchale de Levis Mirepoix (pour la liste complète, voir p. 221 et 222 d'Arthur Pougin (1905)), d'après le journal le Pays du 7 juillet 1857.

### Réflexion de Jélyotte
En admettant qu'à Paris, la vie de Pierre de Jélyotte se distinguât toujours, sa circonstance est de plus en plus devenue compliquée.
Début 1747, surchargé, il était trop fatigué ; une situation délicate. Or, il a réussi à rétablir son moral aussitôt.
Certes, à la suite du traite d'Aix-la-Chapelle (1748), un opéra de Rameau Naïs a connu un grand succès, sous le directeur de l'Académie royale de musique, Joseph-Guénot de Tréfontaine. L'ouvrage a été créé le 22 avril 1749 dans la salle du Palais-Royal, avec Jélyotte (Neptune) et Marie Fel (Naïs),. Toutefois, mécontent, le marquis d'Argenson, qui tenait l'académie sous sa juridiction, a demandé sa fermeture. De surcroît, comme il préférait Mondonville à Rameau, il a fait y jouer le Carnaval du Parnasse de Mondonville. Dorénavant, il n'y avait aucun vainqueur. Ni cette pièce ni Zoroastre de Rameau a connu aucun succès.
Ce conflit était suivi, à partir de 1752, de la querelle des Bouffons, celle qui divisait ceux qui préféraient Rameau et ceux qui soutenaient Jean-Jacques Rousseau, défendeur de la musique italienne. La première représentation de Titon et l'Aurore de Mondonville, dont Jélyotte était Titon, était une scène de cette querelle. Ce soir-là, les Bouffons ont tenté d'entrer et d'empêcher la représentation. La police royale a dû intervenir.
Jélyotte, qui n'avait que 40 ans, préférait désormais sa retraite. En 1753, il a obtenu 8 268 livres de pension, mais 48 000 livres supplémentaires lui avaient été proposés en échange de deux ans d'activité en plus, ce que Jélyotte a accepté,. En fait, c'était ses admirateurs qui avaient ouvert une souscription afin de prolonger sa carrière de deux ans.

### Dernières représentations
Étant donné qu'il n'y avait personne qui fût capable de le remplacer, cette haute-contre a continué à créer encore quelques ouvrages. Si la première représentation du Devin du village avait lieu au château de Fontainebleau sans lui, à la première de l'Académie royale de musique qui a été tenue à Paris, Jélyotte a chanté le rôle principal. Enfin, pour Daphnis et Alcimadure, Fontainebleau a vu les vedettes Jélyotte et Marie Fel. À savoir, ils sont devenus artistes de Mondonville. Un des sous-maîtres de la Chapelle royale depuis 1740, ce dernier est de plus en plus devenu musicien le plus influent. Il a été nommé, en 1755, directeur du Concert spirituel aussi, dont il restera en fonction jusqu'en 1762.
Finalement, il a créé, à l'académie, 28 ouvrages sur 35 qu'il y engageait.

### Retraite officielle
Quoiqu'il ait définitivement quitté l'Académie royale de musique en 1755, il restait à la cour à Versailles et à Fontainebleau jusqu'en 1765.
Toutefois, il a perdu ses patronnes les plus importants. Madame de Pompadour est décédée en 1764. Puis la reine Marie Leszczynska en 1768. Cette circonstance a fait sa retraite.

### Dernières années

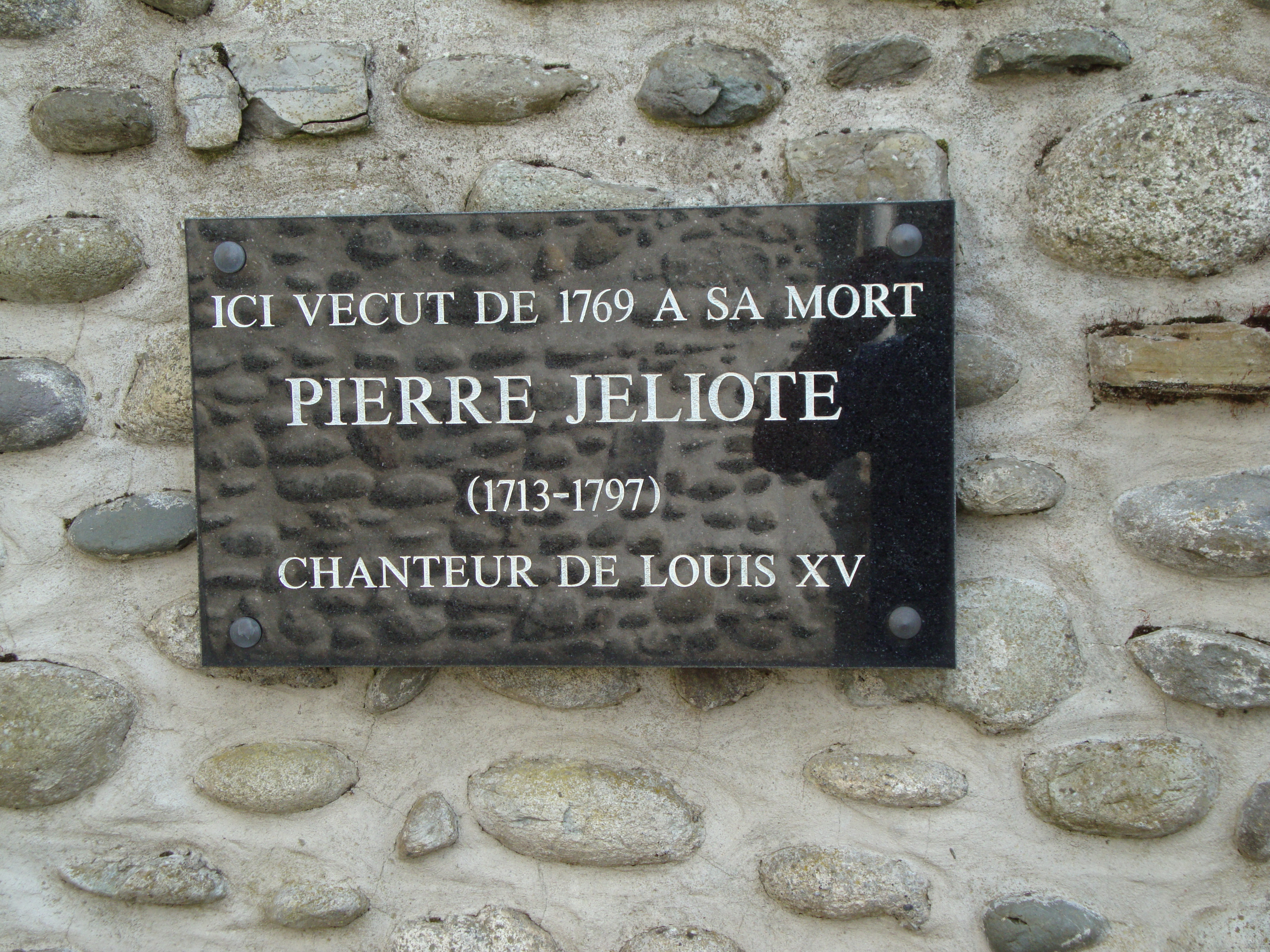
Plaque commémorative à Estos.

Pierre Jélyotte a choisi son lieu de retraite à Oloron en 1769, et non à son village natal. Or, trois mois par an, il était à Paris, dans l'optique de contrôler la bonne tenue de ses biens. Cela lui faisait le plaisir, car il pouvait visiter les salons aussi.
Selon l'acte de décès, signé le lendemain, Pierre de Jélyotte est mort le 11 septembre 1797, vers 17 heures, chez Jean-Pierre Mauco, neveu du défunt, à savoir auprès du château Labat à Estos.
Il avait été inhumé dans sa chapelle, qui est devenue église de village d'Estos.

## Hommages
Le compositeur Franz Beck a donné son nom à une de ses pièces de clavecin La Jeliote.
Des plaques à sa mémoire sont installées à Estos, un monument lui est dédié à Oloron-Sainte-Marie et une statue lui est consacrée en 1901 à Pau. Un collège porte son nom dans son village natal Lasseube, ainsi qu'un espace culturel à Oloron-Sainte-Marie.

## Galerie

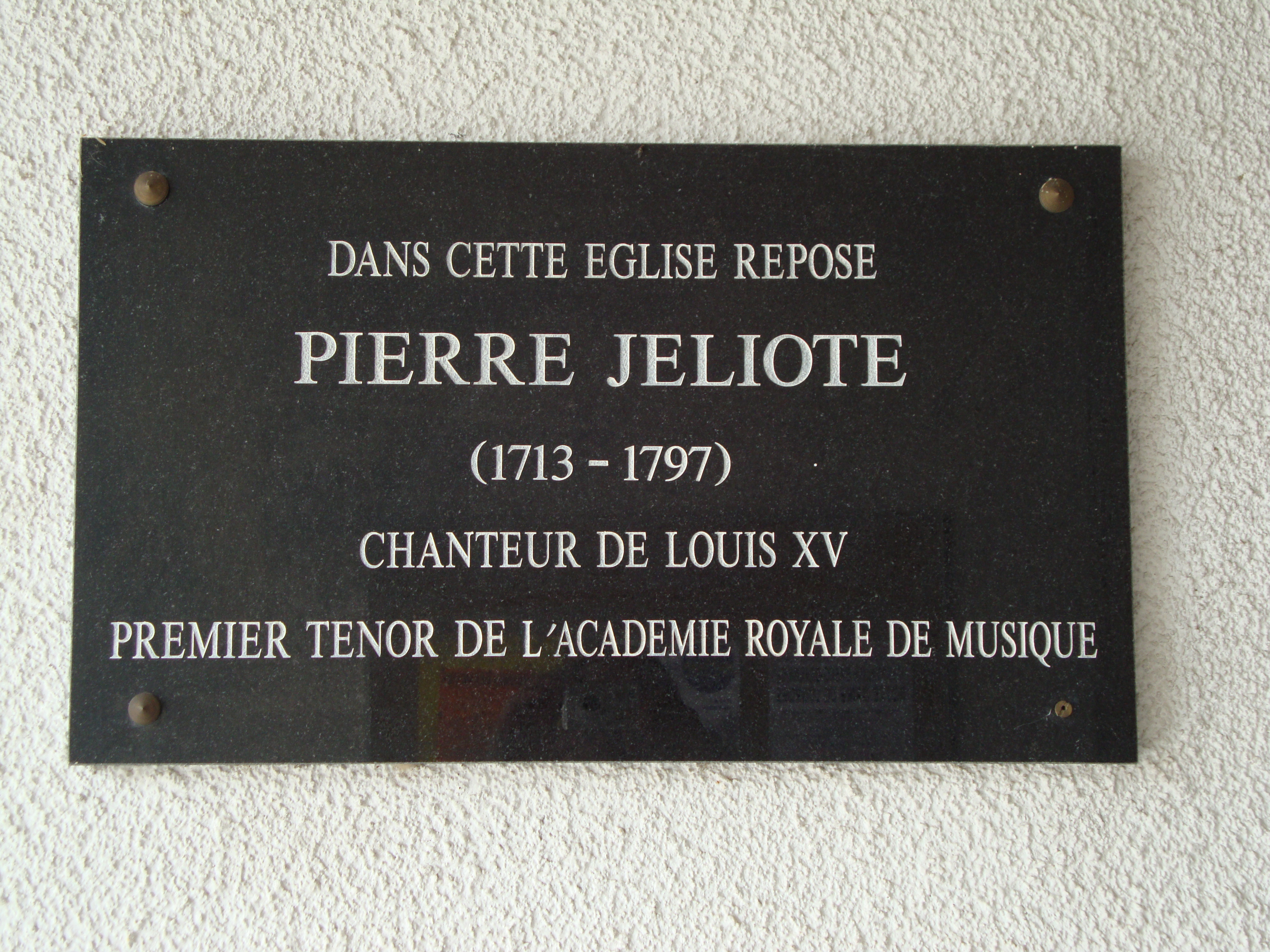
Une autre plaque commémorative à l'église d'Estos.
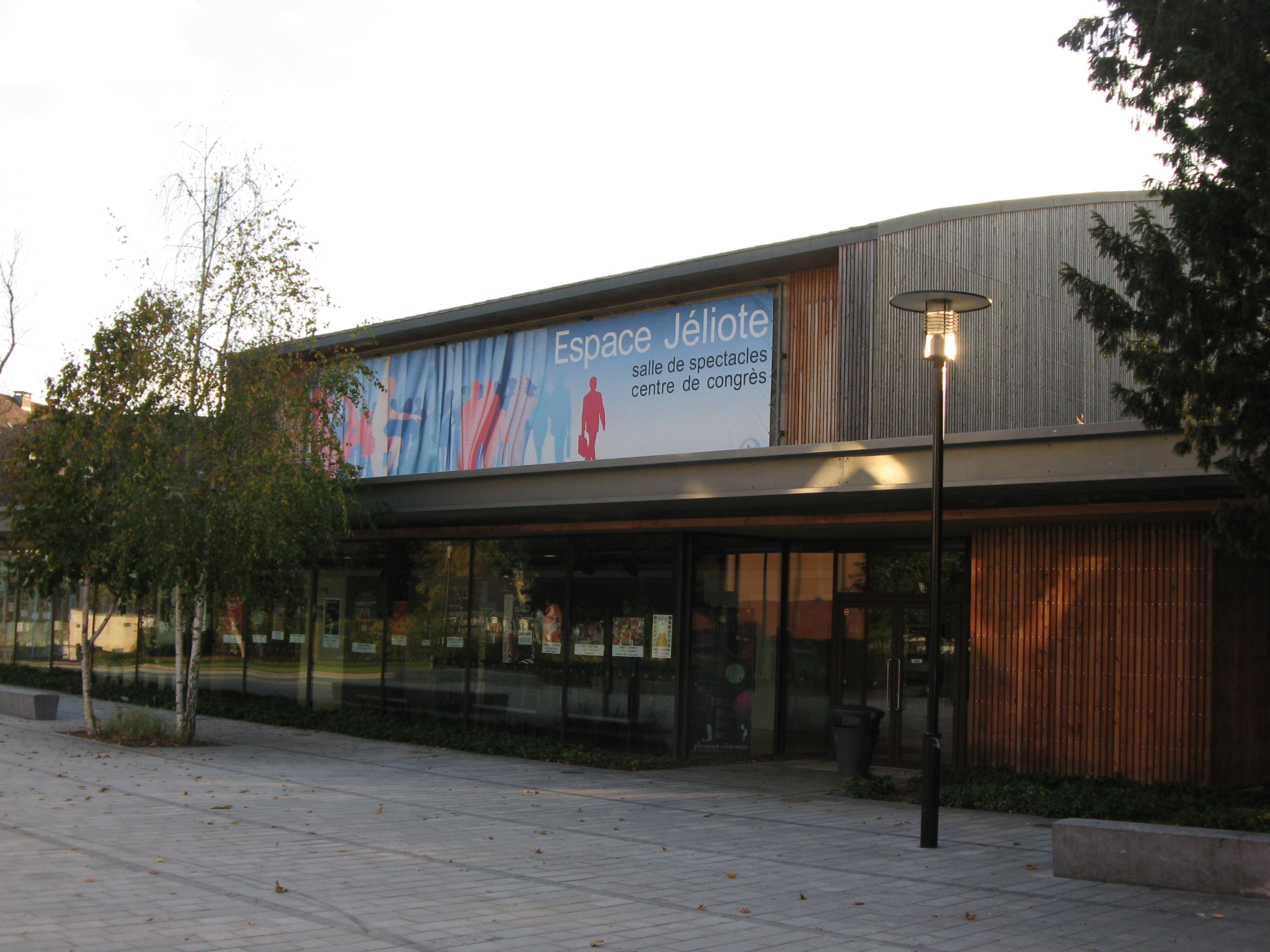
Espace culturel à Oloron-Sainte-Marie.
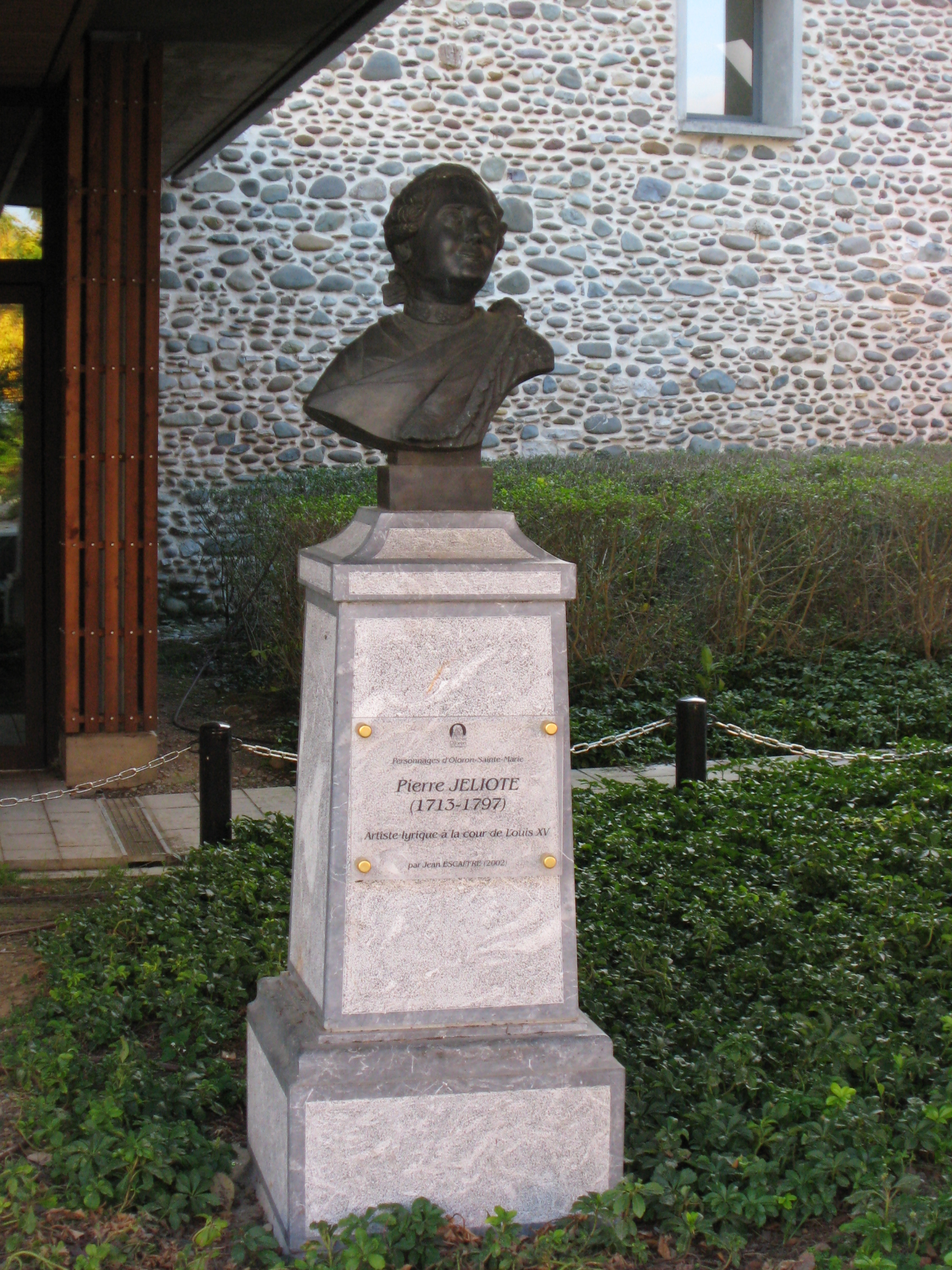
Jean Escaitre, Monument à Pierre Jeliote (2002), Oloron-Sainte-Marie.
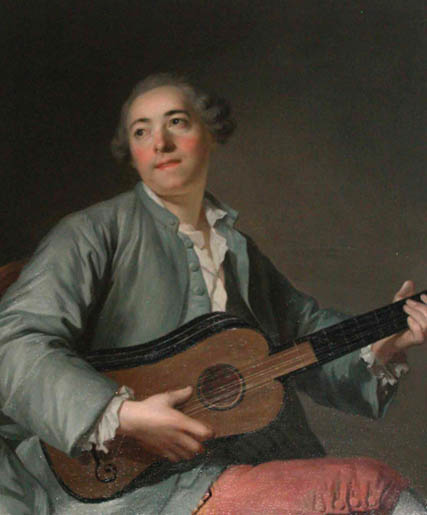
Attribué à Henri-Pierre Danloux, Homme à la guitare, portrait présumé de Pierre de Jélyotte, localisation inconnue[14].